# 王耀新
王耀新（英語：Ong Yew Sin，1995年1月30日—），馬來西亞男子羽毛球運動員。其妻子為同为羽毛球运动员的大堀彩。

## 簡歷
2014年8月，王耀新与Darren Isaac Devadass出战新加坡羽毛球國際系列賽，在男双準决赛以0比2（18-21、20-22）不敌赛会头号种子、中华台北的黃柏睿/盧敬堯。同年12月，他與劉雋程出戰孟加拉羽毛球國際挑戰賽，在男双决赛以2比1（19-21、21-8、21-13）击败了赛会2号种子、队友的Darren Isaac Devadass/Tai An Khang，夺得其首个國際挑戰賽男双冠军。同期12月，他与Darren Isaac Devadass出战马来西亚青少年羽毛球锦标赛，赢得青少年组的男双亚军。
2016年3月，王耀新與张御宇出战葡萄牙國際賽，在男双决赛以2比0（21-17、24-22）击败了越南的杜俊德/范鴻南，夺得其首个國際系列賽男双冠军和羅馬尼亞國際賽男子雙打冠軍；同年6月又在越南國際挑戰賽贏得冠軍。同期3月，他分别与张御宇以及白燕薇出战羅馬尼亞羽毛球國際賽，在男双决赛以2比0（21-13、21-9）击败了赛会2号种子、克罗地亚的兹沃尼米尔·杜尔金雅克/兹沃尼米尔·霍尔布林，赢得国际赛冠军；而混双决赛以0比2（15-21、17-21）不敌队友的黄辉颖/賴潔敏，赢得亚军。同年5月，他与张御宇出战越南羽毛球國際挑戰賽，在男双决赛以2比0（21-19、21-14）击败了日本强档的三橋健也/渡邊勇大，赢得国际赛冠军。同年11月，他与张御宇出战碧特博格羽毛球黃金大獎賽，在男双决赛以2比0（21-16、21-18）击败了赛会8号种子、德国强档的麦克·福克斯/约翰尼斯·斯科特勒，夺得其首个国际黃金大獎賽男双冠军。
2017年8月，王耀新与張御宇出战紐西蘭羽毛球黃金大獎賽，在男双决赛以0比2（16-21、18-21）不敌赛会头号种子、中华台北强档的陳宏麟/王齊麟，赢得亚军。同期8月，他代表马来西亚参加本国举办的東南亞運動會羽毛球比賽，助马来西亚队赢得男子團體亚军；而与搭档張御宇的男双决赛以1比2（19-21、22-20、17-21）不敌赛会4号种子、泰国强档的革德倫·吉丁努蓬/德差蓬·保烏拉努科，赢得东运会男子双打亚军。
2020年1月，王耀新与张御宇出战泰国羽毛球大师赛超级300赛，在男双决赛以2比1（18-22、21-17、21-17）挫败中国组合黄凯祥/刘成，赢得2020年首个世界巡迴赛冠军。

### 2021年 世锦赛季軍
2021年12月，王耀新与张御宇做为自由人出战2021年世界羽球锦标赛，在男双八强以2比1（12-21 21-17 21-15）首次战胜中华台北奥运冠军李洋/王齐麟，打入半决赛。次日，大马男双王耀新/张御宇两局（13-21 9-21）不敌世界排名第四的日本组合保木卓朗/小林优吾，止步半决赛。为马来西亚贡献了一枚铜牌。

## 主要比賽成績
只列出曾進入準決賽的國際賽事成績：
| 年份   | 賽事                       | 公開賽級別 | 項目     | 搭檔                  | 成績   |
| ------ | -------------------------- | ---------- | -------- | --------------------- | ------ |
| 2014年 | 新加坡羽毛球國際系列賽     | 國際系列賽 | 男子雙打 | Darren Isaac Devadass | 準決賽 |
| 2014年 | 越南羽毛球國際系列賽       | 國際系列賽 | 男子雙打 | 劉雋程                | 冠軍   |
| 2014年 | 孟加拉羽毛球國際挑戰賽     | 國際挑戰賽 | 男子雙打 | 劉雋程                | 冠軍   |
| 2014年 | 马来西亚青少年羽毛球锦标赛 | 其他       | 男子雙打 | Darren Isaac Devadass | 亞軍   |
| 2016年 | 葡萄牙羽毛球國際賽         | 國際系列賽 | 男子雙打 | 张御宇                | 冠軍   |
| 2016年 | 羅馬尼亞羽毛球國際賽       | 國際系列賽 | 男子雙打 | 张御宇                | 冠軍   |
| 2016年 | 羅馬尼亞羽毛球國際賽       | 國際系列賽 | 混合雙打 | 白燕薇                | 亞軍   |
| 2016年 | 湯姆斯盃                   | 其他       | 男子團體 | －                    | 季軍   |
| 2016年 | 越南羽毛球國際挑戰賽       | 國際挑戰賽 | 男子雙打 | 张御宇                | 冠軍   |
| 2016年 | 碧特博格羽毛球黃金大獎賽   | 黃金大獎賽 | 男子雙打 | 张御宇                | 冠軍   |
| 2017年 | 紐西蘭羽毛球黃金大獎賽     | 黃金大獎賽 | 男子雙打 | 張御宇                | 亞軍   |
| 2017年 | 東南亞運動會羽毛球比賽     | 其他       | 男子團體 | －                    | 銀牌   |
| 2017年 | 東南亞運動會羽毛球比賽     | 其他       | 男子雙打 | 張御宇                | 銀牌   |
| 2018年 | 亞洲羽毛球團體錦標賽       | 其他       | 男子團體 | －                    | 季軍   |
| 2019年 | 馬來西亞羽毛球大師賽       | 超級500賽  | 男子雙打 | 張御宇                | 亞軍   |
| 2019年 | 東南亞運動會羽毛球比賽     | 其他       | 男子團體 | －                    | 銀牌   |
| 2019年 | 東南亞運動會羽毛球比賽     | 其他       | 男子雙打 | 張御宇                | 銅牌   |
| 2020年 | 泰國羽毛球大師賽           | 超級300賽  | 男子雙打 | 張御宇                | 冠軍   |
| 2020年 | 亞洲羽毛球團體錦標賽       | 其他       | 男子團體 | －                    | 亞軍   |
| 2021年 | 印尼羽毛球大師賽           | 超級750賽  | 男子雙打 | 張御宇                | 準決賽 |
| 2021年 | 世界羽聯世界巡迴賽總決賽   | 總決賽     | 男子雙打 | 張御宇                | 準決賽 |
| 2021年 | 世界羽毛球錦標賽           | 其他       | 男子雙打 | 張御宇                | 季軍   |
| 2022年 | 印度羽毛球公開賽           | 超級500賽  | 男子雙打 | 張御宇                | 準決賽 |
| 2022年 | 丹麥羽毛球公開賽           | 超級750賽  | 男子雙打 | 张御宇                | 準決賽 |
| 2022年 | 澳洲羽毛球公開賽           | 超級300賽  | 男子雙打 | 张御宇                | 亞軍   |
| 2022年 | 世界羽聯世界巡回賽總決賽   | 總決賽     | 男子雙打 | 张御宇                | 準決賽 |
| 2023年 | 瑞士羽毛球公開賽           | 超級300賽  | 男子雙打 | 張御宇                | 準決賽 |
| 2023年 | 亞洲羽毛球錦標賽           | 其他       | 男子雙打 | 張御宇                | 亞軍   |
| 2023年 | 蘇迪曼盃                   | 其他       | 混合團體 | －                    | 季軍   |
| 2023年 | 台北羽球公開賽             | 超級300賽  | 男子雙打 | 張御宇                | 準決賽 |
| 2023年 | 日本熊本羽毛球大師賽       | 超級500賽  | 男子雙打 | 張御宇                | 準決賽 |
| 2024年 | 德國羽毛球公開賽           | 超級300賽  | 男子雙打 | 張御宇                | 準決賽 |
| 2024年 | 中國羽毛球公開賽           | 超級1000賽 | 男子雙打 | 張御宇                | 準決賽 |
| 2025年 | 日本羽毛球公開賽           | 超級750賽  | 男子雙打 | 張御宇                | 準決賽 |

| 2007-2017年 | 首要超級賽 | 超級賽 | 黃金大獎賽 | 大獎賽 | 國際挑戰賽 | 國際系列賽 | 未來系列賽 | 其他 |

| 2018-2026年 | 總決賽 | 超級1000賽 | 超級750賽 | 超級500賽 | 超級300賽 | 超級100賽 | 國際挑戰賽 | 國際系列賽 | 未來系列賽 | 其他 |

### 奧運會和世錦賽參賽紀錄
|          | 搭檔   | 2018 | 2019 | 2020 | 2021 | 2022 | 2023 |
| -------- | ------ | ---- | ---- | ---- | ---- | ---- | ---- |
| 男子雙打 | 张御宇 | 32強 | 32強 | －   | 季軍 | 32強 | 16強 |